# Elektrocochleografie
Elektrocochleografie is een geneeskundige meettechniek (audiometrie) waarmee de omzetting van een akoestisch signaal op het trommelvlies naar een elektrisch signaal in het slakkenhuis (cochlea) gemeten wordt. Met behulp van elektrocochleografie kan nauwkeurig en objectief de frequentieafhankelijke gehoordrempel bepaald worden. Ook is het hiermee mogelijk om cochleaire en neurale gehoorfunctiestoornissen op fysiologische wijze te beoordelen.
Er wordt gebruikgemaakt van een drietal elektrodes, één zo dicht mogelijk bij de cochlea, de andere elektrode op het mastoïd en een aardelektrode op het voorhoofd.  De gemeten signaalresponsies liggen in het bereik tussen 0,1 en 10 microvolt. Als stimuli worden korte toonstoten in het bereik tussen 500 Hz en 8 kHz toegepast. Ook (breedbandige) kliksignalen worden toegepast. 